# فتى التوصيل (فلم)
فتى التوصيل (بالإنجليزية: The Delivery Boy)، هُو فيلم إثارة نيجيري صدر سنة 2018 وأخرجه أديكونلي أديجويغبي.